# Football Club Portalban/Gletterens 2017-2018
Questa voce raccoglie le informazioni riguardanti il Football Club Portalban/Gletterens nelle competizioni ufficiali della stagione 2017-2018.

## Stagione
Nella stagione 2017-2018 il Portalban/Gletterens, allenato da Pierre-Alain Schenevey e Pascal Oppliger, concluse il campionato di 1ª Lega al 14º posto e fu retrocesso in Seconda Lega interregionale.

## Rosa
| N. |                                 | Ruolo | Calciatore               |
| -- | ------------------------------- | ----- | ------------------------ |
| 1  | Svizzera (bandiera)             | P     | Olivier Aeberhard        |
| 1  | Svizzera (bandiera)             | P     | Angelo Meneses-Araujo    |
| 2  | Portogallo (bandiera)           | D     | Micael Nogueira Da Costa |
| 3  | Belgio (bandiera)               | D     | David Wuyts              |
| 4  | Portogallo (bandiera)           | D     | Raphaël Jesus De Matos   |
| 5  | RD del Congo (bandiera)         | D     | Vanza Dimonekene         |
| 6  | Brasile (bandiera)              | C     | Caio Suguino             |
| 6  | Portogallo (bandiera)           | C     | José Rafael Garcia       |
| 7  | Bosnia ed Erzegovina (bandiera) | A     | Muhidin Becirovic        |
| 8  | Svizzera (bandiera)             | C     | Lionel Leite             |
| 9  | Svizzera (bandiera)             | A     | Robin Gachoud            |
| 9  | Svizzera (bandiera)             | A     | Mike Natoli              |
| 10 | Svizzera (bandiera)             | C     | Ricardo da Costa         |
| 11 | Svizzera (bandiera)             | C     | Bastien Descombes        |
| 12 | Svizzera (bandiera)             | C     | Julien Descombes         |

| N. |                         | Ruolo | Calciatore       |
| -- | ----------------------- | ----- | ---------------- |
| 13 | RD del Congo (bandiera) | C     | Jonathan Mbondo  |
| 13 | Francia (bandiera)      | A     | Charly Nolot     |
| 15 | Svizzera (bandiera)     | C     | Hasib Ferhatovic |
| 17 | Svizzera (bandiera)     | D     | Leart Murati     |
| 18 | Svizzera (bandiera)     | D     | Julius Oke       |
| 19 | RD del Congo (bandiera) | A     | Ewembe Lokwa     |
| 20 | Portogallo (bandiera)   | C     | Huguinho         |
| 22 | Svizzera (bandiera)     | P     | Nikola Jakšić    |
| 23 | Camerun (bandiera)      | C     | Herve Aka'a      |
| 25 | Svizzera (bandiera)     | A     | Maxime Mason     |
| 26 | Francia (bandiera)      | C     | Yohan Merlet     |
| 27 | Svizzera (bandiera)     | C     | Manuel Thurnherr |
|    | Svizzera (bandiera)     | D     | Denis Johić      |
|    | Svizzera (bandiera)     | A     | Dino Johić       |

## Organigramma societario
Area tecnica
- Allenatore: Pierre-Alain Schenevey, Pascal Oppliger
- Allenatore in seconda:
- Preparatore dei portieri:
- Preparatori atletici:

## Calciomercato

### Sessione estiva
| Acquisti | Acquisti              | Acquisti           | Acquisti |
| R.       | Nome                  | da                 | Modalità |
| -------- | --------------------- | ------------------ | -------- |
| C        | Ulrich Koutika        | Dardania Losanna   |          |
| A        | Maxime Mason          | Düdingen           |          |
| A        | Robin Gachoud         | Friburgo           |          |
| C        | Bastien Descombes     | La Sarraz-Eclépens |          |
| A        | Ewembe Lokwa          | Vevey United       |          |
| P        | Angelo Meneses-Araujo | La Chaux-de-Fonds  |          |
| A        | Mike Natoli           | Ticino Le Locle    |          |
| C        | Steve Natoli          | Ticino Le Locle    |          |
| C        | Ricardo da Costa      | Ticino Le Locle    |          |
| C        | Leotrim Sadikaj       | Murten             |          |

| Cessioni | Cessioni          | Cessioni           | Cessioni |
| R.       | Nome              | a                  | Modalità |
| -------- | ----------------- | ------------------ | -------- |
| A        | Ewembe Lokwa      | La Tour/Le Pâquier |          |
| P        | Federico Nicastro | Xamax Neuchâtel    |          |
| A        | Arnaud Puemi      | La Chaux-de-Fonds  |          |

### Sessione invernale
| Acquisti | Acquisti               | Acquisti                           | Acquisti |
| R.       | Nome                   | da                                 | Modalità |
| -------- | ---------------------- | ---------------------------------- | -------- |
| C        | Jonathan Mbondo        | Template:Calcio Neuchâtel Xamax II |          |
| P        | Nikola Jakšić          | Colombier                          |          |
| C        | Yohan Merlet           | Colombier                          |          |
| D        | Raphaël Jesus De Matos | La Sarraz-Eclépens                 |          |

| Cessioni | Cessioni         | Cessioni          | Cessioni |
| R.       | Nome             | a                 | Modalità |
| -------- | ---------------- | ----------------- | -------- |
| C        | Florent Girardin | Stade Payerne     |          |
| C        | Ulrich Koutika   | Dardania Losanna  |          |
| D        | Mathieu Bueche   | Romontois         |          |
| D        | Jospin Edoh      | La Chaux-de-Fonds |          |
| P        | Charly Hunt      | Stade Payerne     |          |
| D        | Dylan Teixeira   | Stade Payerne     |          |

## Risultati

### 1ª Lega

#### Girone di andata
| Arbitro: | Odiet |

|                           |           |               |
| Rodriguez 46’ Brahimi 64’ | Marcatori | 68’ Descombes |

| Arbitro: | Hürlimann |

|                                  |           |                           |
| Suguino 38’ Costa 65’ Bueche 90’ | Marcatori | 78’ (rig.) Dabo 83’ Kanté |

| Arbitro: | Piccolo |

|                    |           |  |
| Efendić 45’ (rig.) | Marcatori |  |

| Arbitro: | Schelb |

|                                    |           |            |
| Becirovic 38’ Costa 60’ Natoli 90’ | Marcatori | 55’ Nyangi |

| Arbitro: | Bannwart |

|                  |           |  |
| Allaoui 11’, 58’ | Marcatori |  |

| Arbitro: | Borra |

|                          |           |                                       |
| Becirovic 52’ Natoli 55’ | Marcatori | 12’ Regakos 26’ Lukembila 59’ Mettler |

| Arbitro: | Thies |

|                                  |           |            |
| Qarri 28’ N'Diaye 57’ Santos 71’ | Marcatori | 32’ Natoli |

| Arbitro: | Werder |

|  |           |                                                     |
|  | Marcatori | 15’ Oyono 33’ Ferati 49’, 62’ Dugourd 60’, 82’ Kari |

| Arbitro: | Skalonja |

|  |           |                    |
|  | Marcatori | 7’ Leite 63’ Mason |

| Delley-Portalban 14 ottobre 2017, ore 17:30 CEST 10ª giornata | Portalban/Gletterens | 0 – 0 referto | Young Boys II | Centre Sportif Les Grèves (220 spett.)\| Arbitro: \| Ljatifi \| |
| Arbitro:                                                      | Ljatifi              |               |               |                                                                 |

| Arbitro: | Schelb |

|                              |           |            |
| Paçarizi 18’, 50’ Kituka 90’ | Marcatori | 33’ Natoli |

| Arbitro: | Rosset |

|           |           |                         |
| Costa 54’ | Marcatori | 68’ Maciel 74’ Ambrosio |

| Arbitro: | Huwiler |

|                                   |           |               |
| Avdukic 38’ Collard 56’ Ajeti 79’ | Marcatori | 76’ Becirovic |

#### Girone di ritorno
| Arbitro: | Skalonja |

|               |           |  |
| Becirovic 12’ | Marcatori |  |

| Arbitro: | Rosset |

|                                     |           |            |
| Daclinat 23’ Bunjaku 37’ Lolala 74’ | Marcatori | 60’ Merlet |

| Arbitro: | Hänggi |

|                                                 |           |                         |
| Costa 38’ Descombes 56’, 89’ Descombes 90’, 90’ | Marcatori | 48’ Tsoutsis 90’ Nzinga |

| Düdingen 21 marzo 2018, ore 20:00 CET 17ª giornata | Düdingen  | 1 – 0 referto | Portalban/Gletterens | Birchhölzli (400 spett.) |
| \| \| \| \| \| Ćorović 40’ \| Marcatori \| \|      |           |               |                      |                          |
|                                                    |           |               |                      |                          |
| Ćorović 40’                                        | Marcatori |               |                      |                          |

| Arbitro: | Dedukic |

|         |           |                  |
| Oke 26’ | Marcatori | 23’, 86’ Allaoui |

| Arbitro: | Bannwart |

|                    |           |  |
| Pos 9’ Mettler 86’ | Marcatori |  |

| Arbitro: | von Mandach |

|                                       |           |                          |
| Lokwa 5’ Becirovic 56’ Dimonekene 68’ | Marcatori | 55’, 64’ Vuzi 61’ Pasche |

| Carouge 21 aprile 2018, ore 17:00 CEST 21ª giornata | Étoile Carouge | 0 – 0 referto | Portalban/Gletterens | Fontenette\| Arbitro: \| Skalonja \| |
| Arbitro:                                            | Skalonja       |               |                      |                                      |

| Arbitro: | Schelb |

|            |           |              |
| Natoli 69’ | Marcatori | 45’ Hrdlička |

| Arbitro: | Rogalla |

|                                          |           |  |
| Golliard 10’ Kasai 42’, 61’ Teixeira 71’ | Marcatori |  |

| Arbitro: | Tasdemir |

|               |           |                                                |
| Becirovic 32’ | Marcatori | 3’ Dia 36’ Tissot-Rosset 40’ Tsimba 73’ Howard |

| Arbitro: | Odiet |

|                   |           |          |
| Ambrosio 65’, 87’ | Marcatori | 6’ Lokwa |

| Arbitro: | Gentile |

|                         |           |               |
| Lokwa 18’ Descombes 27’ | Marcatori | 49’, 74’ Frey |

## Statistiche

### Statistiche di squadra
| Competizione | Punti | In casa | In casa | In casa | In casa | In casa | In casa | In trasferta | In trasferta | In trasferta | In trasferta | In trasferta | In trasferta | Totale | Totale | Totale | Totale | Totale | Totale | DR  |
| Competizione | Punti | G       | V       | N       | P       | Gf      | Gs      | G            | V            | N            | P            | Gf           | Gs           | G      | V      | N      | P      | Gf     | Gs     | DR  |
| ------------ | ----- | ------- | ------- | ------- | ------- | ------- | ------- | ------------ | ------------ | ------------ | ------------ | ------------ | ------------ | ------ | ------ | ------ | ------ | ------ | ------ | --- |
| 1ª Lega      | 20    | 13      | 4       | 4       | 5       | 23      | 28      | 13           | 1            | 1            | 11           | 8            | 26           | 26     | 5      | 5      | 16     | 31     | 54     | -23 |
| Totale       | 20    | 13      | 4       | 4       | 5       | 23      | 28      | 13           | 1            | 1            | 11           | 8            | 26           | 26     | 5      | 5      | 16     | 31     | 54     | -23 |

### Andamento in campionato
| Giornata  | 1  | 2 | 3 | 4 | 5 | 6  | 7  | 8  | 9  | 10 | 11 | 12 | 13 | 14 | 15 | 16 | 17 | 18 | 19 | 20 | 21 | 22 | 23 | 24 | 25 | 26 |
| --------- | -- | - | - | - | - | -- | -- | -- | -- | -- | -- | -- | -- | -- | -- | -- | -- | -- | -- | -- | -- | -- | -- | -- | -- | -- |
| Luogo     | T  | C | T | C | T | C  | T  | C  | T  | C  | T  | C  | T  | C  | T  | C  | T  | C  | T  | C  | T  | C  | T  | C  | T  | C  |
| Risultato | P  | V | P | V | P | P  | P  | P  | V  | N  | P  | P  | P  | V  | P  | V  | P  | P  | P  | N  | N  | N  | P  | P  | P  | N  |
| Posizione | 11 | 6 | 9 | 7 | 9 | 11 | 11 | 13 | 11 | 11 | 12 | 13 | 13 | 13 | 13 | 12 | 13 | 13 | 13 | 13 | 13 | 14 | 14 | 14 | 14 | 14 |

Legenda:

Luogo: C = Casa; T = Trasferta. Risultato: V = Vittoria; N = Pareggio; P = Sconfitta.

### Statistiche dei giocatori
| O. Aeberhard      | 0  | 0 | 0 | 0 |
| H. Aka'a          | 0  | 0 | 0 | 0 |
| M. Becirovic      | 26 | 6 | 2 | 0 |
| M. Bueche         | 13 | 1 | 4 | 0 |
| M. Costa          | 17 | 0 | 2 | 0 |
| R. Costa          | 24 | 4 | 4 | 0 |
| R. De Matos       | 6  | 0 | 1 | 0 |
| B. Descombes      | 21 | 3 | 8 | 0 |
| J. Descombes      | 18 | 3 | 5 | 0 |
| V. Dimonekene     | 23 | 1 | 5 | 1 |
| J. Edoh           | 9  | 0 | 1 | 0 |
| H. Ferhatovic     | 23 | 0 | 6 | 0 |
| R. Gachoud        | 2  | 0 | 0 | 0 |
| J. Gamba          | 4  | 0 | 0 | 0 |
| J. Garcia         | 15 | 0 | 2 | 0 |
| F. Girardin       | 1  | 0 | 0 | 0 |
| H. Huguinho       | 3  | 0 | 0 | 0 |
| C. Hunt           | 9  | 0 | 1 | 0 |
| N. Jaksic         | 8  | 0 | 1 | 0 |
| D. Johić          | 0  | 0 | 0 | 0 |
| D. Johić          | 0  | 0 | 0 | 0 |
| U. Koutika        | 1  | 0 | 0 | 0 |
| L. Leite          | 20 | 1 | 1 | 0 |
| E. Lokwa          | 11 | 3 | 0 | 0 |
| M. Mason          | 6  | 1 | 0 | 0 |
| J. Mbondo         | 4  | 0 | 0 | 0 |
| A. Meneses-Araujo | 10 | 0 | 0 | 0 |
| Y. Merlet         | 6  | 1 | 0 | 0 |
| L. Murati         | 6  | 0 | 1 | 0 |
| M. Natoli         | 23 | 5 | 3 | 0 |
| S. Natoli         | 5  | 0 | 0 | 0 |
| C. Nolot          | 0  | 0 | 0 | 0 |
| J. Oke            | 21 | 1 | 3 | 0 |
| L. Sadikaj        | 2  | 0 | 0 | 0 |
| C. Suguino        | 2  | 1 | 1 | 0 |
| D. Teixeira       | 14 | 0 | 1 | 0 |
| M. Thurnherr      | 11 | 0 | 3 | 0 |
| D. Wuyts          | 0  | 0 | 0 | 0 |